# Miles Burke
Pour les articles homonymes, voir Burke.
Miles Burke est un boxeur américain né le 15 janvier 1885 et mort le 25 décembre 1928 à Saint Louis, Missouri.

## Carrière
Il remporte aux Jeux olympiques d'été de 1904 à Saint-Louis la médaille d'argent en poids mouches. Seul participant dans cette catégorie avec son compatriote George Finnegan, il s'incline face à ce dernier par arrêt de l'arbitre dès la première reprise.

## Palmarès

### Jeux olympiques
- Jeux olympiques de 1904 à Saint-Louis (poids mouches)